# Guillermo Marquez Jara
Guillermo Marquez Jara, född 18 februari 1971 i Santiago, Chile, är en chilensk-svensk brottsling tidigare bosatt i Sverige som 1996 dömdes till fängelse för sin inblandning i Stureplansmorden.
1976 flyttade Marquez Jara med sina föräldrar till Sverige. Föräldrarna skilde sig 1979 och Marquez Jara växte upp med sin mor i en förort söder om Stockholm. I grundskolan hade han problem. I gymnasiet gick han på fordonsteknisk linje och utbildade sig till bilplåtslagare. Efter praktik hos Volvo arbetade han i ett och ett halvt år på Saab-Ana. Sommaren 1987 var han en av dem som deltog i kravallerna i Kungsträdgården. I februari 1988 dömdes han av Stockholms tingsrätt till 120 dagsböter för våldsamt upplopp samt andra brott. Vänner har vittnat om att Marquez Jara har haft bristande impulskontroll och haft lätt för att hamna i slagsmål.
Marquez Jara var nära vän med Tommy Zethraeus. När de två och ytterligare en kamrat blev nekade inträde på nattklubben Sturecompagniet den 4 december 1994 åkte de tre iväg och hämtade ett automatvapen. Zethraeus sköt därefter ihjäl fyra personer vid ingången. Efter att de jagats i tre dagar kunde Marquez Jara och Zethraeus gripas av polisen den 7 december. I februari 1996 dömdes Marquez Jara av Högsta domstolen till sex års fängelse för medhjälp till grovt vållande till annans död och för medhjälp till grovt vållande av kroppsskada.
1997 dömdes han av Svea hovrätt till ytterligare tre års fängelse för grovt rån och olaga frihetsberövande i samband med ett rån mot en guldsmed 1992.
Han frigavs villkorligt från Hall i december 2000 efter att ha avtjänat två tredjedelar av fängelsestraffet, och har sedan dess återvänt till Santiago de Chile.
Mikael Wiehes låt "Fråga Guillermo Marquez Jara" handlar bland annat om Guillermo Marquez Jara.